# Гауденций из Римини
Гауденцио (или Гауденций), первый епископ города Римини (итал. Gaudenzio di Rimini; ум. 14 октября 360 года) — христианский святой, почитается в лике священномучеников. Память в Православной и Католической церкви совершается (14) октября.

## Жизнеописание
Родился в Эфесе, Малая Азия, отчего также известен как святой Гауденцио из Эфеса, в 280 году в богатой христианской семье, что позволило ему получить хорошее образование. После смерти родителей от рук манихеев в 294 году переехал в Рим. Здесь он крестился, а в 313 году, встав на священнический путь, вскоре был рукоположен в епископы и отправлен для служения в город Римини на востоке Италии в средней части Адриатического побережья. В те времена город назывался Ариминум (Ariminum).

#### Пасторские труды в Римини

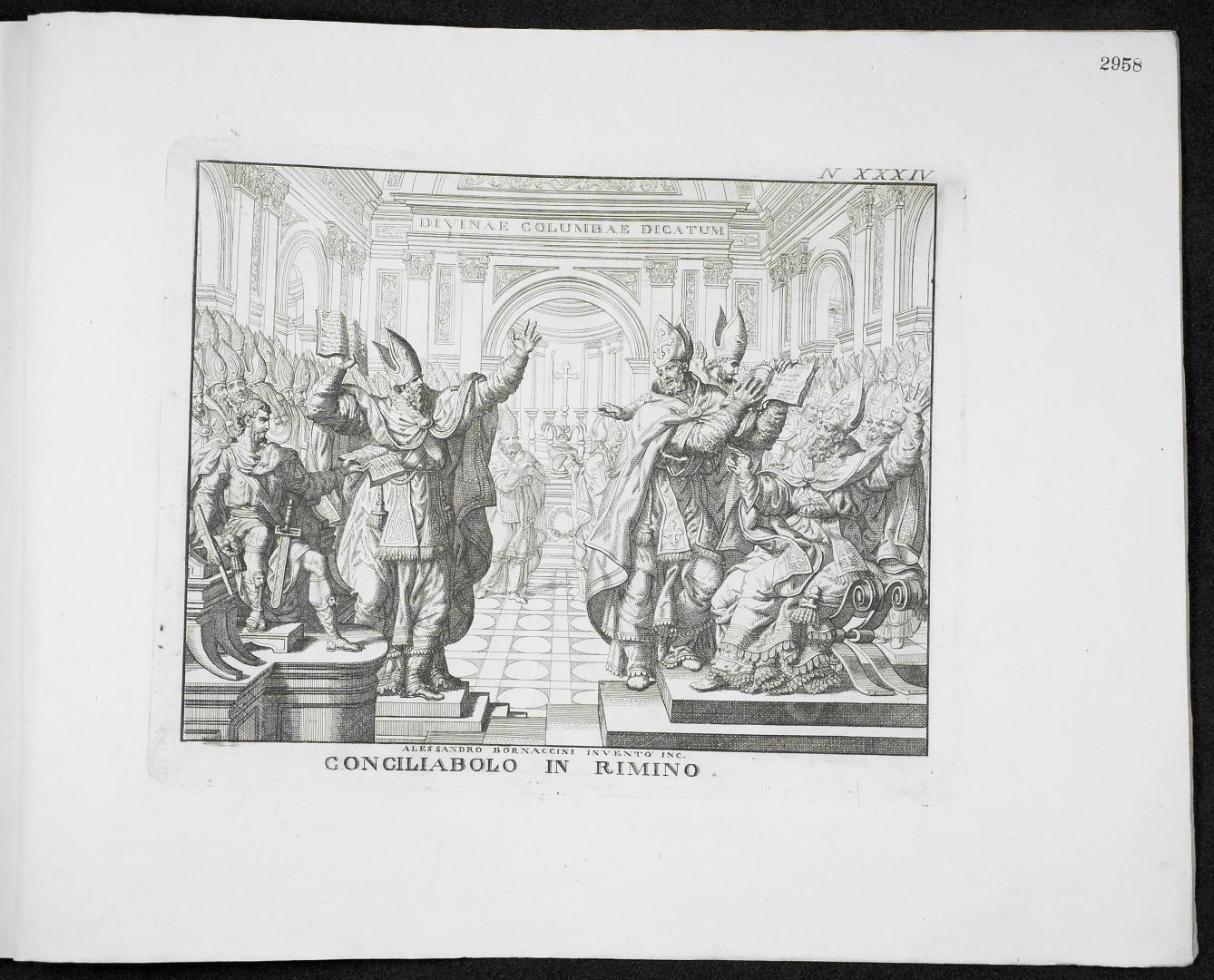
Церковный Собор в Римини, Аллесандро Борначини, 1820 гг

К моменту начала его служения как первого епископа города в Римини уже была христианская община. Святитель продолжил свои пастырские труды — проповедь христианства среди язычников и борьбу с ересями, все более возникавшими как в городе, так и в его окрестностях. Во время своего епископства он рукоположил в диаконы святого Марино, основателя известной республики Сан-Марино.
«Из жития святого Льва из Монтефельтро, и святого Марино из Монтетитано, сохранившемся в библиотеке Гамбалунго города Римини, известно что эти святые были далматинцами (то есть родом из Далматии, в современности Хорватия), они были резчики по камню и приехали в Римини во времена Диоклетиана и Максимиана, чтобы восстановить городские стены. Марино, завершив свою работу, стал трудиться над обращением жителей Римини в христианство и таким образом подготовил благодатную почву для апостольских трудов епископа Гауденцио. Он, приехав в Римини и узнав о добродетельных мужах, посвятил первого – Льва – во священники, а второго – Марино – в диаконы с миссией проповедовать язычникам». (из книги: «Le diocesi d’Italia. Dalle origini al principio del secolo VII, Francesco Lanzoni, Faenza, 1927»).

#### Церковный Собор в Римини 359 года
В 359 году в Римини проходил Церковный Собор, который должен был иметь значение Второго Вселенского. Первый Вселенский Собор прошел в городе Никеа в 325 году и завершился осуждением Ария и его учения. Однако несмотря на это арианство продолжало не только существовать, но и заняло лидирующее положение в Римской империи. Во многом за счет того, что Констанций, сын императора Константина Великого, ставший императором в 337 году, был сторонником ариан.
В 359 году было решено провести новый Собор. Изначально местом его проведения был выбран город Никомидия, но из-за случившегося там землетрясения Собор перенесли в город Ариминум (Римини). Здесь собрались более четырехсот епископов со всего запада (для сравнения, на соборе в Никее было 318 епископов). Главной целью Собора являлось окончательное осуждение арианства.
Однако император Констанций желал иного, он хотел примирить ариан с христианами и поэтому постановления собора в Римини приобрели спорный характер, промежуточный между истинным и ложным учением. Собор не признал единосущия Отца с Сыном, но лишь “подобие”, что вполне соответствует ереси Ария. Таким образом, этот собор впоследствии из Вселенского стал называться разбойничьим и его решения были осуждены.

#### Каттолика – убежище от гонения ариан
Сам император Констанций не присутствовал на соборе, но дал полную власть префекту города Римини Тавру, которому разрешалось применять самые жестокие меры наказания, вплоть до ссылки несогласных. Всех епископов более полугода держали в Римини, не давая покинуть город, пока они не подпишут арианский символ веры. Таким образом, если отцы собрались в Римини для повторного и окончательного осуждения арианства, то в конечном итоге большинство из них было вынуждено подписать арианскую ересь, в чем после многие раскаялись.
Из четырехсот участников собора осталось восемнадцать, которые несмотря на тяжелое положение и угрозу их жизни не приняли его решений. Среди них был и святой Гауденцио.
1 января 360 года собор закончил свою деятельность и Гауденцио вместе с другими семнадцатью епископами удалились из Римини и поселились в 20 километрах южнее от города. Впоследствии это место стало называться Каттоликой. В те времена Церковь еще не была разделена, и название города указывало не на католицизм, а на соборность. Kαθολικός (kafolikos) с греческого означает «соборный, всеобщий, вселенский».

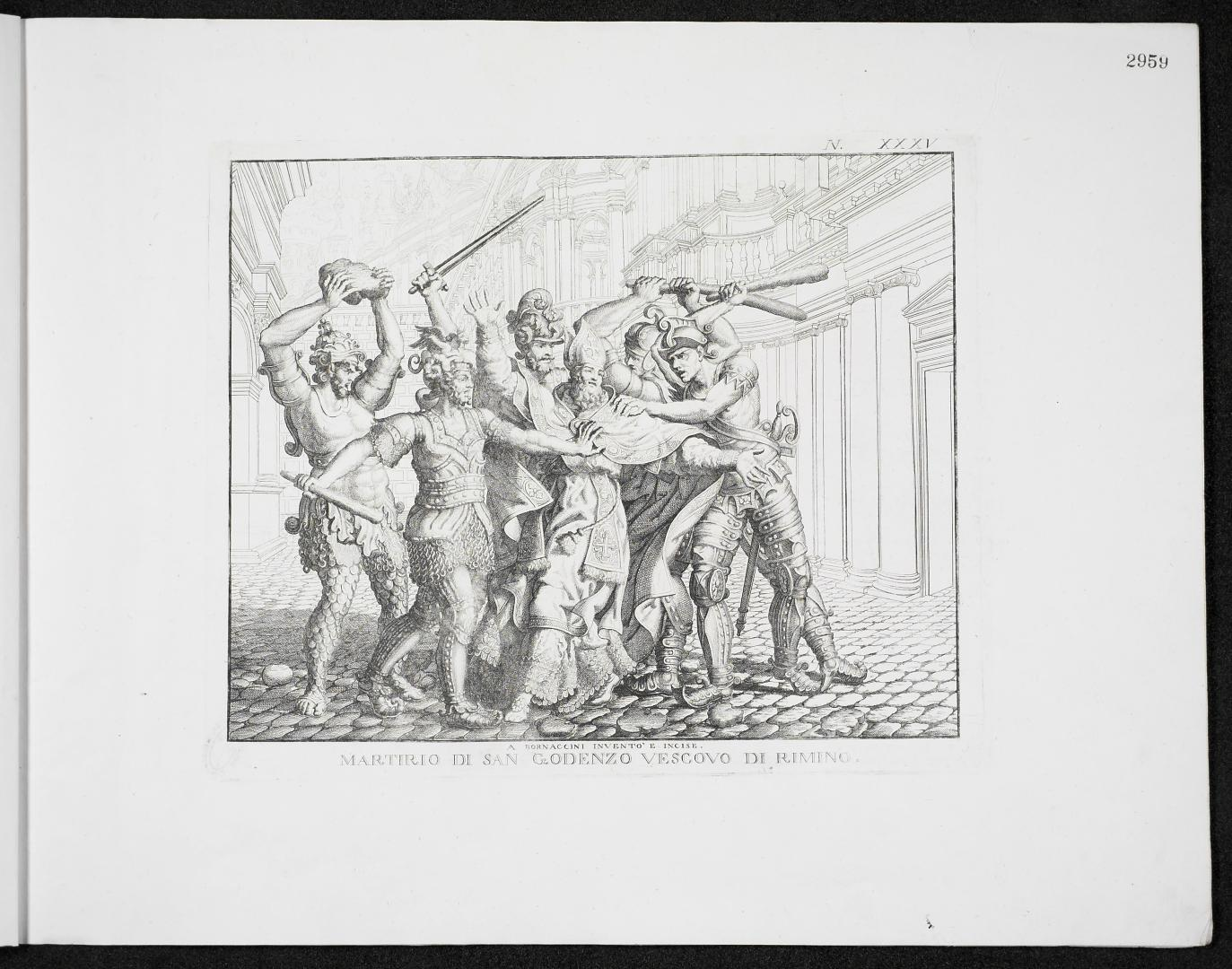
Мученическая смерть святого Гауденцио

#### Мученическая смерть святого Гауденцио
После краткого периода, проведенного в Каттолике, святой Гауденцио возвращается в Римини. О причинах его возвращения косвенно свидетельствуют две истории. Согласно одной Гауденцио вступил в прения с консулом Марцианом, который отрицал воскресение мертвых и за это был убит его солдатами. Согласно другой священник из Римини по имени Марциан проповедовал еретическое учение и Гауденций, предав его анафеме, был схвачен властями города.
Так или иначе, в этих историях сходятся два основных факта: во-первых, Гауденцио вступил в прение с еретиками, во-вторых, за анафематствование одного из главных еретиков Римини он был взят под стражу властями города. И это вполне понятно, потому что после собора 359 года город Римини на короткий период стал арианским.
После ареста последователям Ария удалось вырвать Гауденцио из рук властей города, которые должны были проводить над ним суд. Побив восьмидесятилетнего епископа камнями, они выбросили его тело в болотистой местности за пределами города. Произошло это 14 октября 360 года. С тех пор память святого покровителя Римини отмечается ежегодно в этот день.

## Обретение мощей

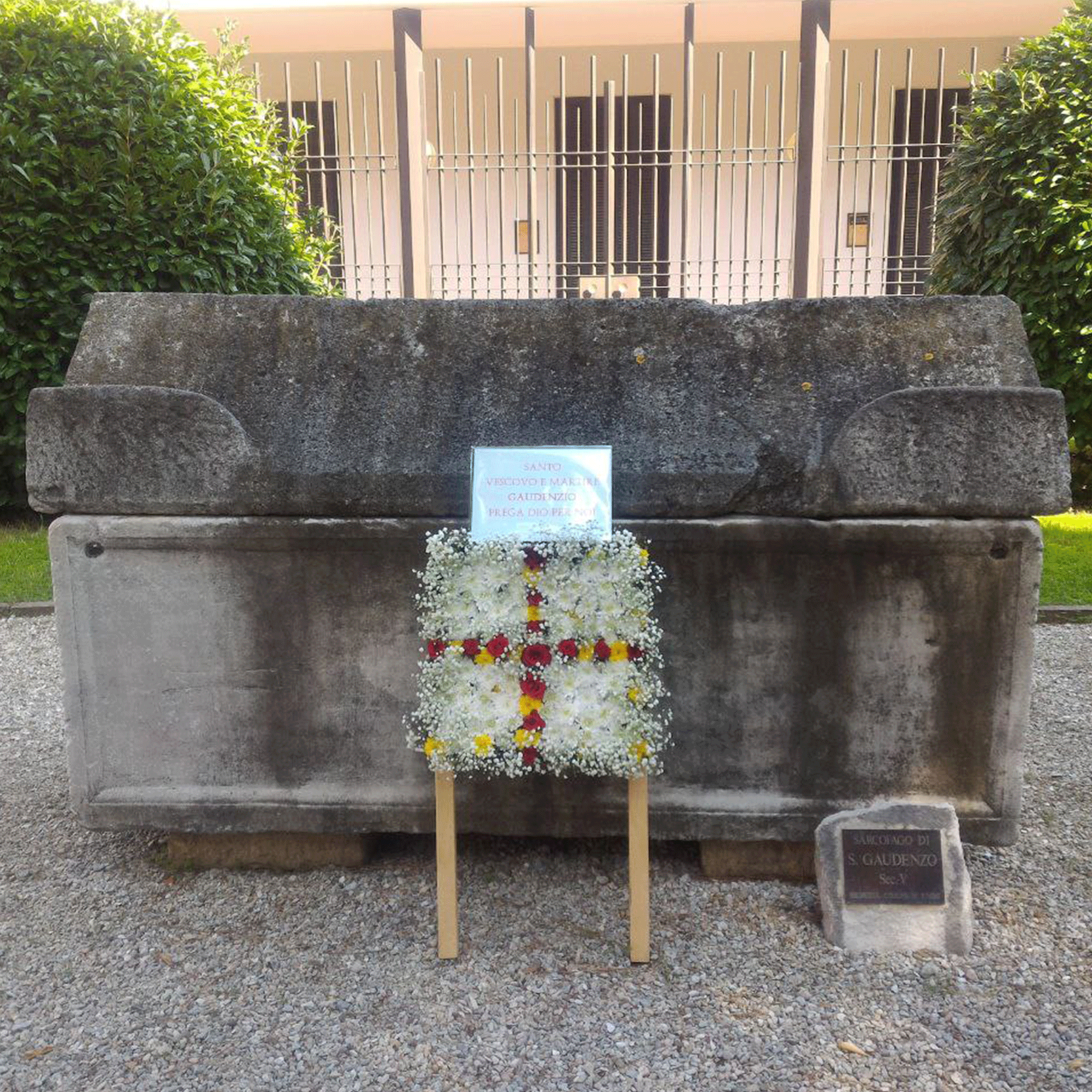
Саркофаг, где до 6 века покоились мощи святого Гауденцио

После мученической смерти святого его останки были утеряны на 70 лет, пока их чудесным образом не нашла женщина по имени Абортина родом из Равенны.
Около 430 года Абортине, слепой от рождения женщина, было видение ангела. Он сказал ей, что если она хочет прозреть, она должна поехать в Римини и пойти в церковь святого Гауденцио, которая к тому времени уже была построена на предполагаемом месте захоронения святого. Поскольку женщина была слепа и не могла самостоятельно передвигаться, то ангел чудесным образом перенес ее в храм, где она сказала настоятелю о видении и о том, чтобы он достойно захоронил мощи святого Гауденцио, при этом указав место где они находятся. Мощи святителя были на дне колодца, покрытого мраморной плитой, внутри самой церкви. После их обнаружения женщина тут же прозрела.
Здесь также находились мощи иных святых, вероятно убиенных во времена гонения от ариан. Все тела святых выбрасывали на том же болотистом месте, которое не случайно получило название Озеро Мучеников, на латинском Lacus Martyrum. В современности этой местности соответствует улица Lagomaggio находящаяся к югу от исторического центра города Римини. Мощи святителя Гауденцио были помещены в большую каменную раку и поставлены за алтарем храма. Раку святого (без мощей) и сейчас можно увидеть в центре епархиального двора города Римини, рядом с храмом Малатеста.
Здесь же находится и главная часть мощей святителя Гауденцио – честная глава святого. Располагается она в одной из капелл у левой стены, в драгоценном серебряном мощевике, подаренном папой Пием IX в 1857 году.

## Почитание
Около 590 года из-за очередного нашествия варваров королева Теоделинда перенесла часть мощей их из Римини в Сенигаллию (70 км южнее Римини). Позже они были перенесены в город Остра. После этого некоторые части были подарены в епархию города Гарагусо. В Римини осталась главная часть мощей - глава святого Гауденцио. Согласно местному преданию часть мощей скрыта в древней церкви Санта-Мария-Ассунта в городке Гуардальфьера, Южная Италия.
Святой Гауденцио является стал покровителем как минимум четырех городов Италии: Римини, Остра, Гарагусо и Валлефолья.
День памяти — 14 октября.

## Молитвы святому Гауденцио[4]
Тропарь, глас 4
Премудростью Духа просвященный,/ учение благочестия изъяснил еси,/ славный Гауденцио:/ во святителях пожив благочестно,/ поборником Троицы был еси/ богопросвещенным умом заблуждение разрушив.// И ныне, отче, моли о спасении нашем.
Кондак, глас 4
Православия насадив учение,/ злославие Ариево терния изсекл еси./ Мученическим венцом украсившись,/ провозгласил Слово, Отцу и Духу единосущное и сопрестольное./ Сего ради поем ти// радуйся, Гауденцио, отче наш.
Тропарь священномученику, общий, глас 4:
И нравом причастник, / и престолом наместник апостолом быв, / деяние обрел еси, Богодухновенне, / в видения восход, / сего ради слово истины исправляя, / и веры ради пострадал еси даже до крове, / священномучениче Гауденцио, / моли Христа Бога / спастися душам нашим.
Кондак священномученику, общий, глас 4:
Во святителех благочестно пожив / и мучения путь прошед, / идольския угасил еси жертвы, / и поборник быв твоему стаду, богомудре. / Темже тя почитающе, тайно вопием ти: / от бед избави ны присно твоими мольбами, / отче наш Гауденцио.